# گئورگ رائو
گئورگ رائو (آلمانی: Georg Rhau؛ ‏ ۱۴۸۸ – ۶ اوت ۱۵۴۸) موسیقی‌دان، آهنگساز، رهبر ارکستر و ناشر اهل آلمان بود. او یکی از برجسته‌ترین ناشران موسیقی آلمان در نیمه اول قرن شانزدهم، در اوایل دوره اصلاحات پروتستانی بود. محل اصلی فعالیت او در ویتنبرگ واقع در انتخابگرنشین زاکسن بود، جایی که گفته می‌شود مارتین لوتر اعلامیه نود و پنج ماده‌ای خود را به درِ کلیسای سلطنتی میخکوب کرد و فرایند اصلاحات از همین‌جا آغاز شد. پشتیبانی‌های گئورگ رائو از مارتین لوتر در مقام یک ناشر، در موفقیت او نقش اساسی داشت.
گئورگ رائو دانش‌آموختهٔ رشتهٔ فلسفه در دانشگاه هاله-ویتنبرگ و بعدها دانشگاه لایپزیگ بود.